# A Grand Don't Come For Free
A Grand Don't Come For Free er The Streets andet album. Albummet blev udgivet i 2004.
Albummet er et konceptalbum. I historien mister hovedpersonen 1000£ og forsøger i løbet af de forskelige tracks at få dem igen på forskellig vis.

## Numre
1. It Was Supposed to Be So Easy
2. Could Well Be In
3. Not Addicted
4. Blinded by The Lights
5. Wouldn't Have It Any Other Way
6. Get Out Of My House!
7. Fit But You Know It
8. Such a Twat
9. What Is He Thinking?
10. Dry Your Eyes
11. Empty Cans